# Germán Bustamante
Germán Alfredo Bustamante Aravales (1 november 1993) is een Chileens wielrenner.

## Carrière
Als junior won Bustamante in 2011 een bronzen medaille in de ploegenachtervolging op de Pan-Amerikaanse kampioenschappen baanwielrennen.
In 2017 maakte Bustamante deel uit van de ploeg die de ploegentijdrit in de Ronde van Chili won. Een jaar later werd hij nationaal kampioen tijdrijden.

## Overwinningen
2017
2e etappe deel B Ronde van Chili (ploegentijdrit)
2018
 Chileens kampioen tijdrijden, Elite